# Juliusz Zweibaum

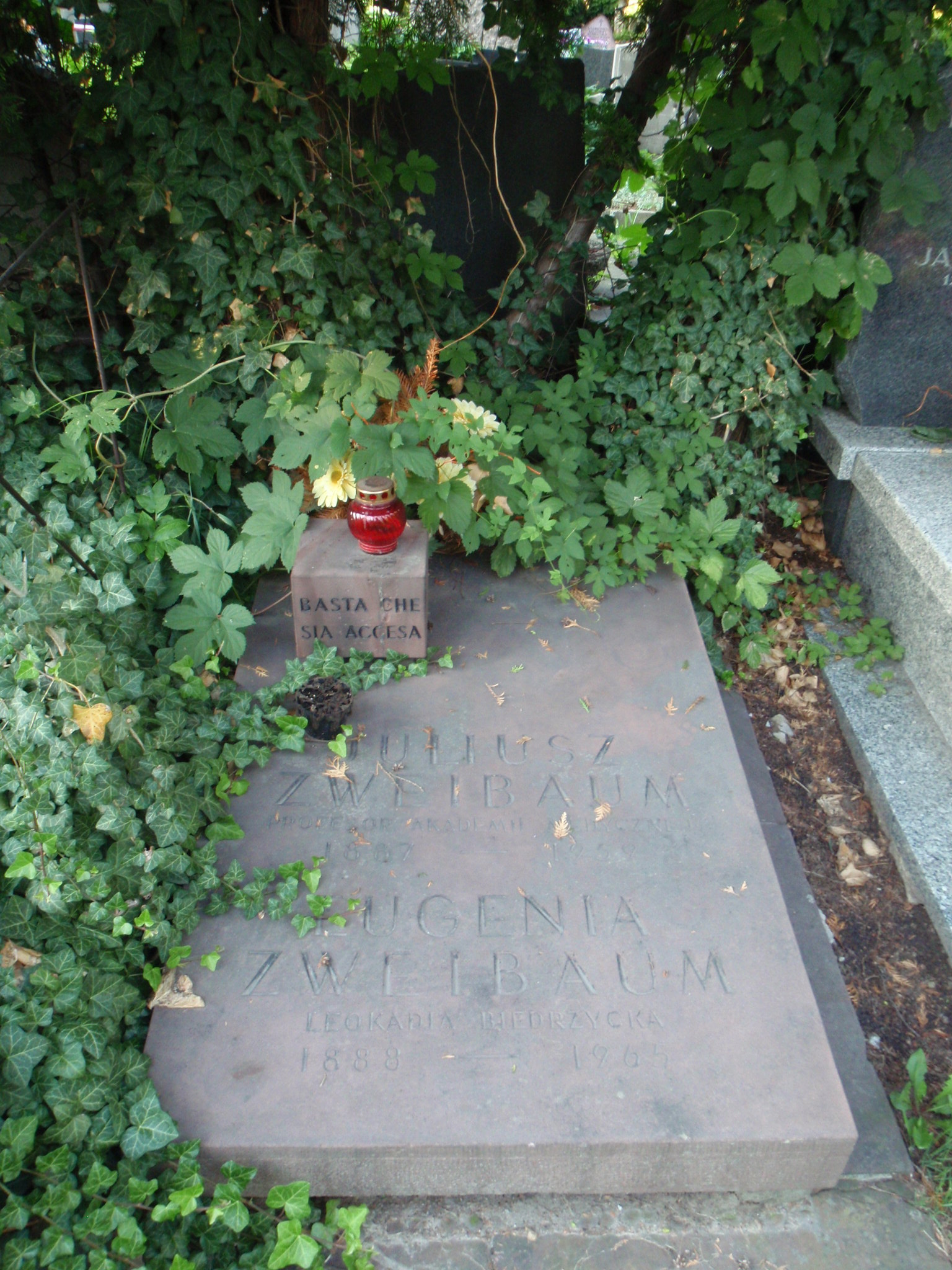
Grób Juliusza Zweibauma na Powązkach Wojskowych w Warszawie

Juliusz Zweibaum (ur. 1 maja 1887 w Warszawie, zm. 6 maja 1959 tamże) – polski biolog i histolog. Twórca pierwszej w Polsce hodowli tkanek in vitro.

## Życiorys
Urodził się w Warszawie w rodzinie żydowskiej. Uczęszczał do praskiego Gimnazjum im. Władysława IV. Uczestnik strajku szkolnego w 1905, za co został relegowany ze szkoły. Studiował na uniwersytetach w Liège i w Bolonii. W latach 1912–1916 był wykładowcą Uniwersytetu Królewskiego w Modenie, a od 1916 adiunktem Zakładu Histologii i Embriologii Uniwersytetu Warszawskiego. W latach 1933–1939 zorganizował i prowadził Zakład Histologii i Embriologii Wydziału Weterynaryjnego Uniwersytetu Warszawskiego. Współzałożyciel Towarzystwa Przyjaciół Uniwersytetu Hebrajskiego w Jerozolimie a następnie członek Zarządu. Ochotnik w wojnie 1920 roku.
Podczas II wojny światowej brał udział w obronie Warszawy, a następnie jako zakładnik został uwięziony na Pawiaku. Po zwolnieniu został przesiedlony do warszawskiego getta, gdzie zorganizował oraz kierował Kursem Przysposobienia Sanitarnego do Walki z Epidemiami, będącym zakonspirowanym Wydziałem Lekarskim UW. Współpracował z CENTOS oraz prowadził badania nad wpływem witamin na organizm człowieka. Po wielkiej akcji deportacyjnej latem 1942 roku przeszedł na aryjską stronę i ukrywał się do zakończenia wojny. Został ciężko ranny podczas powstania warszawskiego.
Po zakończeniu wojny uczestniczył w odtwarzaniu Wydziału Lekarskiego UW oraz zreorganizował Zakład Histologii i Embriologii UW, którym kierował do roku 1956. Od 1950 r. do 1957 r. był redaktorem naczelnym czasopisma „Folia Morphologica”. Współredaktor „Excerpta Medica”. Autor i współautor szeregu prac i publikacji naukowych, m.in. podręcznika do histologii (1955). Członek komitetu redakcyjnego książki zawierającej wyniki badań nad głodem przeprowadzonych w getcie warszawskim. Od 1952 był członkiem korespondentem Polskiej Akademii Nauk. Był m.in. członkiem Society of Experimental Cytology w Cambridge, Polskiej Akademii Umiejętności oraz Polskiego Towarzystwa Przyrodników.
W 1957 r. został odznaczony Krzyżem Komandorskim Orderu Odrodzenia Polski.
Został pochowany na cmentarzu Wojskowym na Powązkach (kwatera B II 28 rz. 4 m. 23).

## Życie prywatne
Jego siostra Tekla Zweibaum była pierwszą żoną Stefana Ehrenkreutza.

## Prace
- Analiza histofizjologiczna nabłonka rzęskowego żyjącego in vitro
- Wpływ braku tlenu na aparat jądrowy. Paramecium caudatum.